# Amtsgericht Brzeziny
Das Amtsgericht Brzeziny (1943–1945: Amtsgericht Löwenstadt) war ein deutsches Gericht der ordentlichen Gerichtsbarkeit im Bezirk des Landgerichtes Litzmannstadt mit Sitz in Brzeziny.

## Geschichte
Das Landgericht Litzmannstadt mit Sitz in Lodz (damaliger Name: Litzmannstadt) wurde während der deutschen Besetzung Polens 1939 mit Erlass vom 26. November 1940 als Landgericht im Bezirk des  Oberlandesgerichtes Posen gebildet. In  Brzeziny wurde das  Amtsgericht Brzeziny als eines von zehn Amtsgerichten dieses Landgerichtes gebildet. Nachdem die Besatzungsmacht Brzeziny in Löwenstadt umbenannt hatte, trug das Gericht 1943–1945 den Namen Amtsgericht Löwenstadt.
Nach Kriegsende 1945 wurde der Landgerichtsbezirk wieder unter polnische Verwaltung gestellt. Anstelle des Amtsgerichtes Brzeziny wurde das Sąd Rejonowy w Brzezinach bzw. 1950–1975: Sąd Powiatowy w Brzezinach errichtet.